# Missery
Missery és un municipi francès, situat al departament de la Costa d'Or i a la regió de Borgonya - Franc Comtat. L'any 2007 tenia 104 habitants.

## Demografia

### Població
El 2007 la població de fet de Missery era de 104 persones. Hi havia 54 famílies, de les quals 23 eren unipersonals (4 homes vivint sols i 19 dones vivint soles), 23 parelles sense fills, 4 parelles amb fills i 4 famílies monoparentals amb fills.
La població ha evolucionat segons el següent gràfic:
Habitants censats

### Habitatges
El 2007 hi havia 90 habitatges, 54 eren l'habitatge principal de la família, 23 eren segones residències i 13 estaven desocupats. Tots els 90 habitatges eren cases. Dels 54 habitatges principals, 51 estaven ocupats pels seus propietaris i 3 estaven llogats i ocupats pels llogaters; 3 tenien dues cambres, 10 en tenien tres, 18 en tenien quatre i 23 en tenien cinc o més. 41 habitatges disposaven pel capbaix d'una plaça de pàrquing. A 22 habitatges hi havia un automòbil i a 22 n'hi havia dos o més.

### Piràmide de població
La piràmide de població per edats i sexe el 2009 era:
| Homes | Edats   | Dones |
| ----- | ------- | ----- |
| 0     | 95 o +  | 0     |
| 0     | 90 a 94 | 0     |
| 4     | 85 a 89 | 0     |
| 4     | 80 a 84 | 4     |
| 0     | 75 a 79 | 4     |
| 0     | 70 a 74 | 0     |
| 8     | 65 a 69 | 8     |
| 0     | 60 a 64 | 0     |
| 4     | 55 a 59 | 12    |
| 0     | 50 a 54 | 4     |
| 0     | 45 a 49 | 0     |
| 8     | 40 a 44 | 4     |
| 4     | 35 a 39 | 4     |
| 0     | 30 a 34 | 8     |
| 4     | 25 a 29 | 0     |
| 0     | 20 a 24 | 0     |
| 0     | 15 a 19 | 0     |
| 4     | 10 a 14 | 0     |
| 8     | 5 a 9   | 0     |
| 8     | 0 a 4   | 4     |

## Economia
El 2007 la població en edat de treballar era de 60 persones, 36 eren actives i 24 eren inactives. De les 36 persones actives 36 estaven ocupades (20 homes i 16 dones) i 1 aturada (1 dona i 1 dona). De les 24 persones inactives 19 estaven jubilades, 2 estaven estudiant i 3 estaven classificades com a «altres inactius».

### Ingressos
El 2009 a Missery hi havia 54 unitats fiscals que integraven 99 persones, la mediana anual d'ingressos fiscals per persona era de 15.595 €.

### Activitats econòmiques
Dels 3 establiments que hi havia el 2007, 1 era d'una empresa de construcció, 1 d'una empresa de comerç i reparació d'automòbils i 1 d'una empresa de serveis.
L'únic establiment comercial que hi havia el 2009 era una carnisseria.
L'any 2000 a Missery hi havia 8 explotacions agrícoles que ocupaven un total de 160 hectàrees.

## Poblacions més properes
El següent diagrama mostra les poblacions més properes.